# Svetlogórskoye
Svetlogórskoye (del ruso: Светлогорское) es un selo del raión de Abinsk del krai de Krasnodar en el sur de Rusia. Está situado en el borde septentrional del Cáucaso Occidental, al inicio de las llanuras de Kubán-Priazov, 5 km al suroeste de Abinsk y 61 km al suroeste de Krasnodar, la capital del krai. Tenía 695 habitantes en 2010
Es cabeza del municipio Svetlogórskoye, al que pertenecen Erivanski y Erivánskaya.